# Anthony Vosahlo
Anthony Vosahlo est un footballeur français né le 14 janvier 1975 à Saint-Geniès-de-Malgoirès. Il évolue au poste de défenseur.

## Carrière
- 1994-2002 :  Nîmes Olympique
- 2002-2005 :  Racing de Ferrol
- 2005-2010 :  Dijon FCO[1],[2]

## Palmarès
- Finaliste de la Coupe de France en 1996 avec le Nîmes Olympique
- Champion de France de National en 1997 avec le Nîmes Olympique